# Augustyn Januszewicz
Augustyn Stefan Januszewicz OFMConv (ur. 29 listopada 1930 w Podwojponiu, zm. 20 marca 2011 w Juruá) – polski duchowny rzymskokatolicki, franciszkanin konwentualny, misjonarz, biskup diecezjalny Luziânia w latach 1989–2004, od 2004 biskup senior diecezji Luziânia.

## Życiorys
Jego rodzice byli rolnikami i praktycznymi analfabetami. Miał czwórkę młodszego rodzeństwa. Matka silnie wspierała jego zainteresowanie powołaniem, na co duży wpływ miała lektura prenumerowanego Rycerza Niepokalanej. Wcześnie stracił ojca. W szóstej klasie szkoły podstawowej napisał prośbę o przyjęcie do niższego seminarium duchownego, ale została ona odrzucona z uwagi na nieukończenie siódmej klasy. Ponowna prośba (o rok późniejsza) też została odrzucona, gdyż miał ponad 18 lat. 14 sierpnia 1948 (rocznica śmierci ojca Maksymiliana Kolbego), po trzeciej prośbie, przyjęto go w drodze wyjątku. W 1950 rozpoczął nowicjat w łódzkich Łagiewnikach, we franciszkańskiej Prowincji Matki Bożej Niepokalanej. śluby wieczyste złożył w 1954. Teologię studiował początkowo w Wyższym Seminarium Duchownym Braci Mniejszych w Krakowie. Święcenia kapłańskie przyjął w 1958 z rąk prymasa Stefana Wyszyńskiego. Na misje do Brazylii wyjechał we wrześniu 1974 r. do diecezji Luiziana. Od 1983 był pierwszym przełożonym franciszkańskiej misji – kustodii prowincjalnej franciszkanów w tym kraju.
W marcu 1989 mianowany biskupem ordynariuszem nowo powstałej diecezji Luiziana. 10 czerwca 1989 został biskupem diecezji Luziania. We wrześniu 2004 zrezygnował z kierowania diecezją, powracając do pracy misyjnej. W ten sposób biskup diecezji Luziania, o. Augustyn Januszewicz został na stałe duszpasterzem w amazońskiej miejscowości Juruá, która znajduje się nad rzeką Juruá. 75-letni bp Januszewicz "przedłożył swoją rezygnację papieżowi, a także poprosił Konferencję Episkopatu Brazylii o pozwolenie na pracę jako kapłan w Amazonii, tam gdzie wymagałaby tego potrzeba" – informuje o. Carlo Vecchiato OFMConv, sekretarz generalny zakonu franciszkanów.
Prośba o. Januszewicza została przyjęta i biskup Tefe przydzielił mu parafię w Juruá, siedmiotysięcznym mieście, w centrum brazylijskiej Amazonii. O. Augustyn dotarł do Juruá po 36 godzinach podróży łodzią, odpływając z Tefe, 1 stycznia 2005 – informuje o. Vecchiato.
W razie nagłego wypadku lub potrzeby do miasta można dotrzeć małym samolotem. Na miejscu jest szpitalik, w którym nie ma obecnie lekarza. Przez kilka lat posługę duszpasterską w Juruá sprawowały siostry zakonne, które jednak niedawno opuściły parafię.
O. Augustyn był pierwszym kapłanem przebywającym w Juruá na stałe od ponad 14 lat. W liście do generała zakonu o. Joachima Giermka napisał: "Mam dużo czasu na modlitwę. Nie wiem jak dużo będę w stanie osiągnąć, pragnę ofiarować moją franciszkańską obecność w sposób najbardziej owocny, jaki tylko jest możliwy. Jestem tutaj z duszpasterską posługą dla mieszkańców Juruá".
Był odznaczony Krzyżem Komandorskim Orderu Odrodzenia Polski (1996).